# 20 juillet 1963
Le samedi 20 juillet 1963 est le 201e jour de l'année 1963.

## Naissances
- Alexandre Jouline, patineur artistique soviétique puis russe
- Amphol Lumpoon, acteur et chanteur thaïlandais
- Luis Bernardo Oyarzún, artiste chilien
- Célestine N'Drin, athlète ivoirienne
- Federico Moccia, écrivain, réalisateur et scénariste italien
- Frank Whaley, acteur américain
- Jacky Mathijssen, footballeur belge
- John Simmit, humoriste britannique
- Lee Jong-hwa, joueur de football sud-coréen
- Moon Sung-kil, boxeur sud-coréen
- Nicholas Nicastro, écrivain américain
- Paula Ivan, athlète roumaine
- Roy Cheung, acteur chinois
- Scott Fisher, joueur de basket-ball américain

## Décès
- Joan Escolà (né le 23 décembre 1927), cycliste espagnol (1927-1963)
- Roman Dressler (né le 20 août 1889), artiste tchécoslovaque

## Événements
- Convention de Yaoundé sur le développement entre la CEE et 18 pays africains francophones, ancêtre de la convention de Lomé[1].
- Grand Prix automobile de Grande-Bretagne 1963
- Election de Miss Univers 1963